# تپه سیل (تپه سد)
تپه سیل (تپه سد) مربوط به دوران پیش از تاریخ ایران باستان است و در شهرستان سلسله، روستای خسروآباد واقع شده و این اثر در تاریخ ۱۸ اردیبهشت ۱۳۸۰ با شمارهٔ ثبت ۳۷۵۷ به‌عنوان یکی از آثار ملی ایران به ثبت رسیده است.